# Exército Islâmico de Áden-Abyan
O Exército Islâmico de Áden-Abyan, de Adem-Abyan ou de Adém-Abyan é um grupo terrorista que opera a partir do sul do Iêmen. O grupo foi responsável pelo sequestro de 16 turistas estrangeiros em dezembro de 1998, na província (mohafazah) de Abyan. As forças do governo iemenita atacaram o lugar onde os reféns estavam sendo mantidos, o que resultou na morte de quatro deles e na libertação dos outros. Também se acredita que o Exército Islâmico de Áden-Abyan esteja envolvido com o atentado contra o USS Cole, ocorrido no ano de 2000 na cidade de Áden.